# Medicago tornata
Medicago tornata là một loài thực vật có hoa trong họ Đậu. Loài này được (L.) Mill. miêu tả khoa học đầu tiên.